# ДОТ № 479 (КиУР)

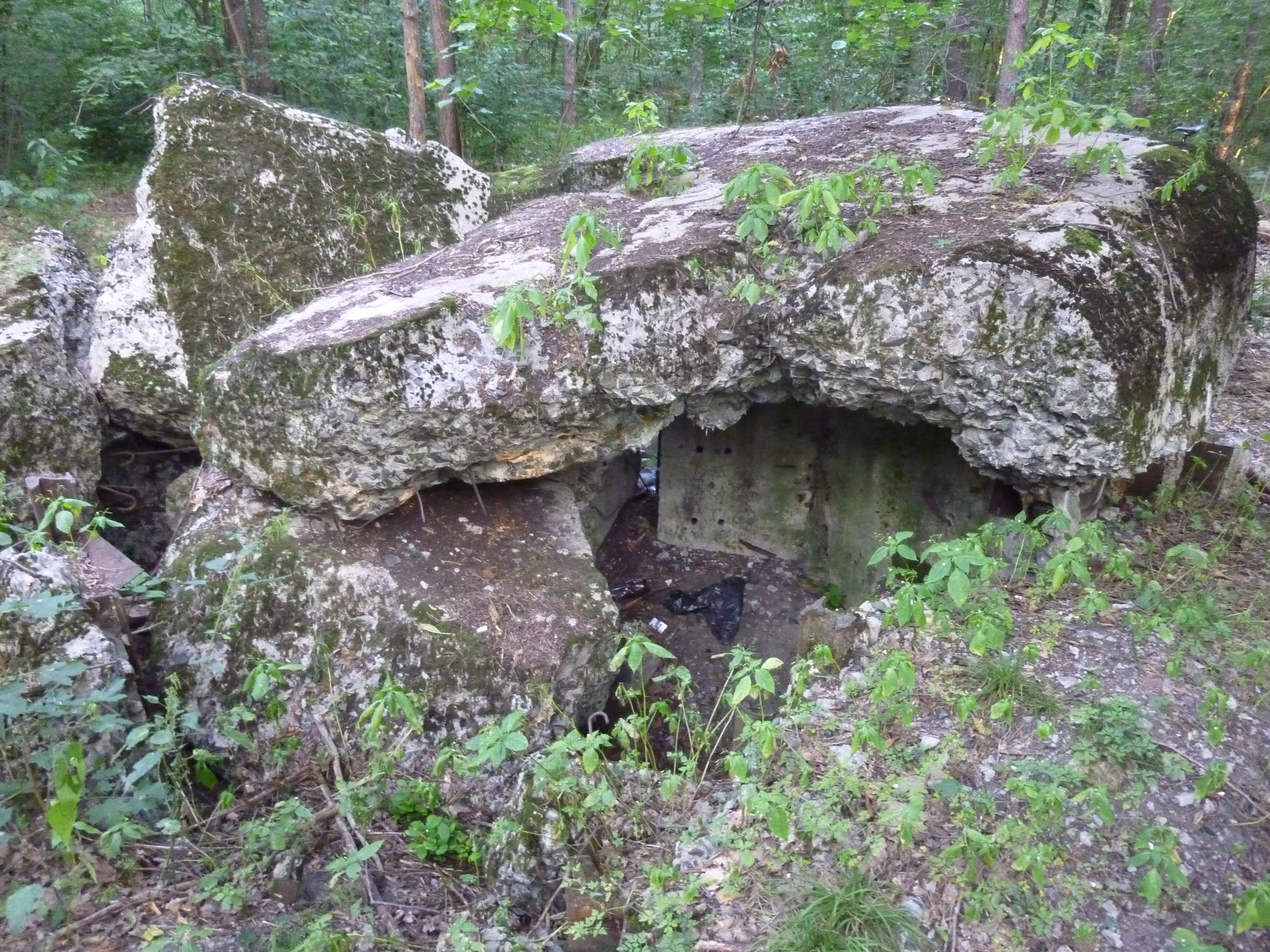
Руїни ДОТу № 479

50°32′40.37″ пн. ш. 30°18′52.62″ сх. д. / 50.5445472° пн. ш. 30.3146167° сх. д.
ДОТ № 479 — довготривала оборонна точка, що входила до складу першої лінії оборони Київського укріпленого району.

## Історія

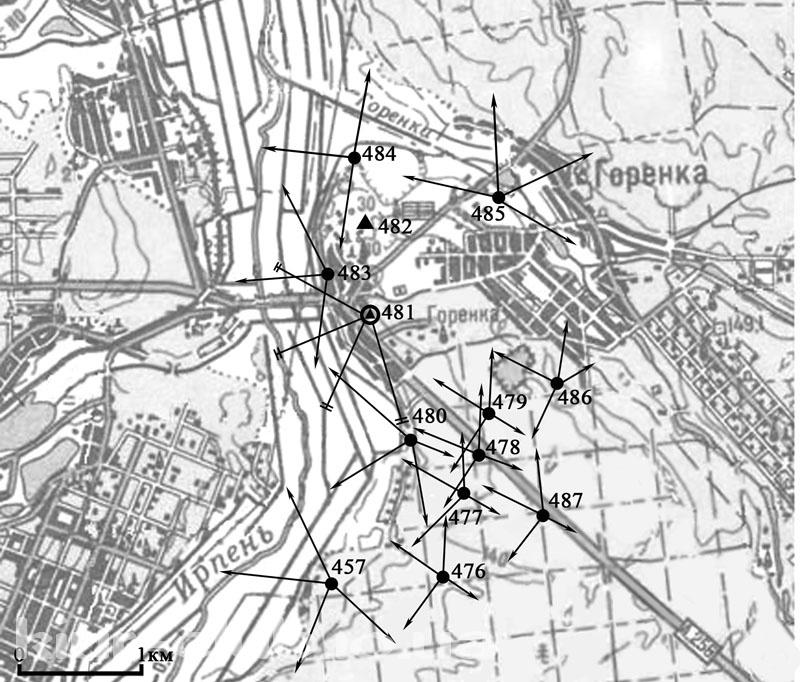
ДОТ № 479 у системі оборони 1-го БРО КиУР

ДОТ було побудовано у 1930 році на західній ділянці оборони м. Києва на південний схід від гужового мосту через річку Ірпінь. Оборонна точка має 1 поверх та 3 кулеметних амбразури, належить до оборонних споруд типу «М2». Тобто споруда могла витримати 1 влучення 152-мм гаубиці. ДОТ побудували у глибині оборони для вогневого контролю шляху Київ — Коростень (Гостомельське шосе). Ліс та рельєф місцевості на даній ділянці не давав цій фортифікаційній споруді вести вогонь на всю дистанцію ефективної стрільби.
Організаційно він входив до складу 1-го батальйонного району оборони (БРО) КиУРа, що прикривав район сіл Горенка — Мостище. З початком війни проти Німеччини гарнізон самої оборонної точки складався з бійців 161-го окремого кулеметного батальйону КиУР. До 24—25 серпня 1941 року ДОТ знаходився у тилу радянських військ, бо фронт пролягав західніше.
Під час другого штурму КиУР, що розпочався 16 вересня 1941 року, ДОТ не мав бойового контакту із супротивником. Вдень 18 вересня війська 37-ї армії Південно-Західного фронту розпочинають за наказом відхід з КиУР та міста Київ. Гарнізони ДОТ КиУР належали до останніх, хто відходив на лівий берег Дніпра, серед них був і гарнізон ДОТ № 479. Удень 19 вересня передові загони 71-ї піхотної дивізії німців зайняли територію 1-го БРО без бою, затримуючи лише дезертирів-червоноармійців та перебіжчиків. Споруда знищена, обставини підриву невідомі. Скоріш за все, її знищили німецькі сапери під час зачистки КиУР, вже після 19 вересня 1941 року.

## Сьогодення
ДОТ повністю зруйновано.